# Boris Ėmmanuilovič Chajkin
Boris Ėmmanuilovič Chajkin (in russo Бори́с Эммануи́лович Ха́йкин?; Minsk, 13 ottobre 1904 – Mosca, 10 maggio 1972) è stato un direttore d'orchestra bielorusso di origini ebraiche.

## Biografia
Era nato a Minsk, quando era ancora parte della Russia (oggi è capitale della Bielorussia).
Ha studiato presso il Conservatorio di Mosca sotto Nikolaj Mal'ko e Konstantin Saradžev. È stato Direttore Artistico del "Piccolo Teatro di Leningrado" nel 1936-1943, e Direttore principale del Teatro Kirov dal 1944 al 1953, dove ha diretto la "prima" del "Fidanzamento in un monastero" di Sergej Prokof'ev, era il 13 novembre 1946.
Si trasferisce al Teatro Bol'šoj nel 1954.
È noto ed acclamato per due registrazioni della "Chovanščina", edizione del 1946 con Mark Reizen, e una successiva versione nel 1972, con Irina Archipova.
Il suo disco con la Prima Sinfonia di Rimskij-Korsakov, sinfonia poco conosciuta ha avuto un buon favore.
Ha inoltre registrato diverse opere liriche e balletti di Petr Il'ic Cajkovskij, in particolare Eugenio Onegin con Galina Višnevskaja e Sergej Lemešev.

## Onorificenze
Nel 1972 è stato nominato Artista del Popolo dell'URSS.